# Krzyżowanie
Krzyżowanie, hybrydyzacja – proces, w wyniku którego z komórek (zwykle gamet) osobników o odmiennym genotypie, w istotny sposób różniących się pewnymi cechami genetycznymi, powstaje organizm potomny, zwany mieszańcem (też hybrydą, krzyżówką lub bastardem). W taksonomii termin stosowany jest w odniesieniu do krzyżowania różnych taksonów, czego wynikiem jest powstawanie mieszańca taksonomicznego (międzygatunkowego, międzyrodzajowego). W zoologii i hodowli zwierząt proces krzyżowania zwierząt spokrewnionych gatunków określany jest mianem bastardyzacji. W szczególnych sytuacjach (w hodowli in vitro lub w wyniku szczepienia) dojść może do powstania mieszańców wegetatywnych, będących mieszaniną komórek lub tkanek pochodzących od różnych taksonów.
Hybrydyzacja w obrębie jednego gatunku (między podgatunkami, odmianami, rasami) może doprowadzić do zjawiska określanego jako heterozja, czyli wybujałości mieszańców.
Osobniki heterozyjne charakteryzuje większa płodność, lepsza żywotność, wyższa plenność itp. W wypadku hybrydyzacji międzygatunkowej mieszańce mogą być jednak niepłodne. Przykładem udanego "mariażu" międzygatunkowego może być wyhodowany sztucznie mieszaniec o nazwie pszenżyto, będący krzyżówką międzygatunkową pszenicy i żyta.

## Krzyżowanie w naturze

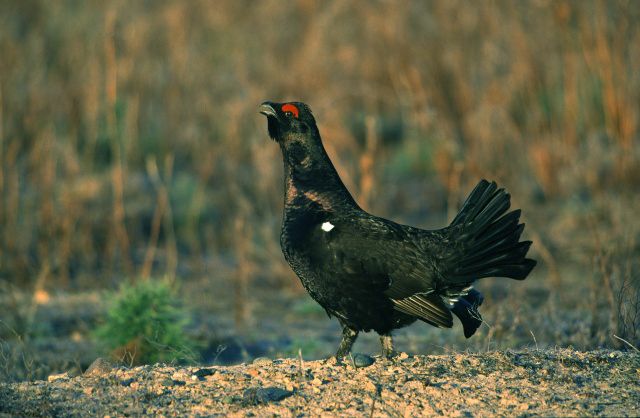
Skrzekot – mieszaniec głuszca (Tetrao urogallus) z cietrzewiem (Lyrurus tetrix)

Naturalna hybrydyzacja jest częstym zjawiskiem wśród roślin i zwierząt. Przykładowo we florze brytyjskiej stwierdzono występowanie w naturze 780 różnych mieszańców (przy 2,5 tysiąca gatunków rodzimych). Niektóre rodziny wykazują większą skłonność do tworzenia mieszańców (w tym także międzyrodzajowych), np. wiechlinowate i storczykowate (wśród storczykowatych zsyntetyzowano ponad 75 tysięcy różnych mieszańców). Między niektórymi gatunkami mieszańce powstają z taką łatwością, że w zasadzie występują wszędzie tam, gdzie w pobliżu rosną gatunki rodzicielskie (np. rozpowszechnione są mieszańce brzozy brodawkowatej i omszonej oraz kuklika zwisłego i pospolitego). Wśród roślin występują też mieszańce trzech i większej liczby gatunków, powstające w sytuacji, gdy mieszaniec zachowuje płodność i miesza się ponownie z kolejnym gatunkiem. W Szwecji sztucznie zsyntetyzowano w ten sposób mieszańca 13 gatunków różnych wierzb. Zjawisko hybrydyzacji wśród zwierząt swobodnie występujących w naturze jest słabiej zbadane, tym niemniej wśród ptaków, które są pod tym względem najlepiej zbadana grupą zwierząt, 9%-16% gatunków hybrydyzuje. Ekologiczne i ewolucyjne znaczenie międzygatunkowej hybrydyzacji jest przedmiotem sporów. Niektórzy naukowcy uważają mieszańce za "ślepą uliczkę ewolucji", ponieważ mieszańce często są sterylne lub wykazują obniżoną płodność a ich dostosowanie jest zazwyczaj niższe od osobników gatunków rodzicielskich. Z drugiej strony zastosowanie metod molekularnych w badaniach populacyjnych i filogenetycznych wykazało, że epizody hybrydyzacji pozostawały w ścisłym związku z wieloma radiacjami adaptatywnymi (np. pielęgnic w Wielkich Jeziorach Afrykańskich, zięb Darwina na wyspach Galapagos). Hybrydyzacja międzygatunkowa miała znaczenie także w ewolucji naczelnych – jak się okazuje, introgresja allelu mikrocefalin z archaicznej linii hominidów miała pozytywny wpływ na ewolucję wielkości mózgu u nowoczesnego Homo sapiens.

## Krzyżowanie w zootechnice

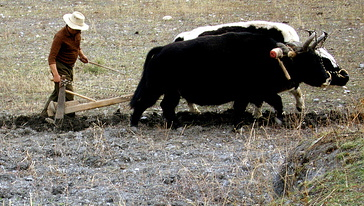
Orka z udziałem dzo, krzyżówki jaka i bydła domowego

W hodowli praktycznej termin krzyżowanie obejmuje najczęściej kojarzenie osobników należących do różnych ras. Krzyżowanie zwierząt prowadzi się dla osiągnięcia dwóch celów:
- krzyżowanie hodowlane przez wprowadzenie do stada pożądanych genów lepszego stada lub rasy w celu trwałego ich przyswojenia (krzyżowanie uszlachetniające, wypierające oraz rasotwórcze)
- krzyżowanie użytkowe, wykorzystujące zjawisko heterozji wśród mieszańców (krzyżowanie międzyrasowe, krzyżowanie wewnątrzrasowe)

Każde z nich może posługiwać się zwierzętami zinbredowanymi lub nie: krzyżując samce zinbredowane i niezinbredowane samice mamy do czynienia z krzyżowaniem szczytowym; w krzyżowaniu używającym samic mieszańców wyróżnia się krzyżowanie przemienne, rotacyjne oraz podwójne.
Rodzaje krzyżowań:
- krzyżowanie twórcze – ma na celu wytworzenie nowej rasy. U bydła trwa 30-40 lat.
- krzyżowanie uszlachetniające – ma na celu poprawienie genotypu rasy, poprzez krzyżowanie rasy szlachetnej z rasą miejscową.
- krzyżowanie wypierające – polega na zastąpieniu genów danej rasy genami innej, o pożądanych cechach i uzyskanie mieszańców, aż do prawie całkowitej zmiany genotypu rasy rodzimej w rasę wypierającą. Takie krzyżowanie jest prowadzone, aby wprowadzić nową rasę zachowując jednocześnie zdolności adaptacyjne rasy rodzimej i zmienić produkcyjność mniejszym kosztem i przy mniejszych nakładach pracy, niż w przypadku zakupu stada czystej rasy i jej przystosowywania do nowych warunków przez kilka pokoleń.
- krzyżowanie przemienne – prowadzenie w celu uzyskania heterozji, krzyżowanie 2 ras szlachetnych.
- krzyżowanie towarowe – prowadzone w celu uzyskanie heterozji mieszańców pod względem cech użytkowych.
- krzyżowanie międzygatunkowe – dwóch pokrewnych gatunków.

W zależności od celu prowadzonej hodowli krzyżowanie dzieli się na:
- krzyżowanie proste – krzyżowanie dwóch osobników rodzicielskich AA x BB
- krzyżowanie wielokrotne – kojarzenie krzyżowki (mieszańca) powstałej w wyniku krzyżowania prostego z innym osobnikiem posiadającym znane i pożądane cechy (AA x BB) x CC
- krzyżowanie zwrotne – AA x BB i BB x AA
- krzyżowanie wsteczne – (AA x BB) x AA – zwiększające liczbę genów odmiany AA w potomstwie

## Krzyżowanie w hodowli roślin
Krzyżowanie stanowi najskuteczniejszą metodę rozszerzenia zakresu zmienności genetycznej, co jest podstawą skuteczności selekcji w uzyskaniu postępu hodowlanego. Skrzyżowanie dwóch odmian o wąskim zakresie zmienności danej cechy może prowadzić do wystąpienia potomstwa o znacznie przekroczonym zakresie zmienności obojga rodziców (tzw. transgresja). Ponadto krzyżowanie umożliwia uzyskiwanie pożądanych rekombinantów (hodowla rekombinacyjna), np. dziedziczenie żółtego/zielonego zabarwienia i pomarszczonej/gładkej powierzchni nasion grochu zgodnie z genetyką mendlowską. W hodowli heterozyjnej skrzyżowanie wysoce homozygotycznych rodziców uzyskanych przez samozapylanie (co u roślin obcopylnych prowadzi do depresji wsobnej) może spowodować znaczny wzrost bujności, wigoru i plenności w pokoleniu F1. Zjawisko to nie utrzymuje się w kolejnych pokoleniach.
Można wyróżnić następujące typy krzyżowań:
- krzyżowanie proste – krzyżowanie dwóch odmian A × B;
- krzyżowanie zwrotne – krzyżowanie, w którym odmiany przemiennie występują jako mateczne i ojcowskie (A × B) i (B × A);
- krzyżowanie wsteczne – krzyżowanie mieszańca z jednym z rodziców (A × B) × A lub (B × A) × B.
- krzyżowanie wypierające – polega na wielokrotnym krzyżowaniu potomstwa z jednym z rodziców (krzyżowanie wsteczne) w celu przeniesienia do cennej odmiany jednej pożądanej cechy.
- krzyżowanie wielokrotne – krzyżowanie, w którym łączy się w nowej odmianie cechy wielu komponentów, np. A × B i C × D, a w następnym roku (A × B) × (C × D)[12][13]

Krzyżowanie roślin składa się z następujących części:
- przygotowanie kwiatostanów do kastracji – polega na pozostawieniu najlepiej rozwiniętych kwiatów, stwarzając większą szansę na zawiązywanie nasion.
- kastracja – polega na usunięciu pylników przed rozpoczęciem ich dojrzewania. Kastrację przeprowadza się za pomocą ostrej pęsety. Zabieg wymaga precyzji, ponieważ nie można uszkodzić słupka, okwiatu, ani doprowadzić do wysypania się pyłku i zapylenia własnym pyłkiem pozostałych kwiatów. U niektórych roślin można stosować kastrację termiczną przez zanurzanie wiechy w gorącej wodzie (np. ryż). Kastracja chemiczna polega na zastosowaniu alkoholu. U niektórych roślin kastrację można zastąpić wymywaniem pyłku wodą (np. sałata). U samoniezgodnych roślin obcopylnych kastracja może nie być konieczna. U jednopiennych roślin rozdzielnopłciowych kastracja polega na usuwaniu męskich kwiatów lub kwiatostanów.
- izolacja – polega na izolowaniu wykastrowanych kwiatów od obcego pyłku. Stosowane są w tym celu torebki z wodoodpornego papieru lub pergaminu, u roślin owadopylnych – gęsta siatka lub gaza. W przypadku roślin rozdzielnopłciowych izoluje się kwiaty i kwiatostany żeńskie.
- zapylenie – naniesienie pyłku roślin ojcowskich na znamiona słupka lub strzepywanie go nad wykastrowanymi kwiatami roślin matecznych. Przeprowadza się je w porze intensywnego pylenia, zwykle nad ranem. Samoniezgodne owadopylne gatunki można zamknąć wraz z zapylającymi owadami pod wspólnym izolatorem. W przypadku braku zgodności terminu kwitnienia roślin matecznych i ojcowskich pyłek można przechowywać w ściśle określonych warunkach.
- opieka nad zapylonymi kwiatami – zapewnianie właściwej izolacji do czasu zakończenia kwitnienia i dbałość o odpowiednie etykietowanie[14].